# Andreas Pavel
Andreas Pavel (* 1945 in Brandenburg an der Havel) ist ein deutsch-brasilianischer Philosoph und Erfinder.

## Leben
Im Alter von sechs Jahren wanderte der Sohn des Industriellen Herbert Pavel (1905–1986) und einer Künstlerin mit seinen Eltern und seinem Bruder Klaus Pavel nach Brasilien aus, wo sein Vater ab 1950 das Familienunternehmen Matarazzo Industries in São Paulo restrukturieren sollte. Pavel wuchs in São Paulo auf und studierte Mitte der 1960er Jahre Philosophie und Soziologie in Berlin. Anschließend kehrte er wieder nach Brasilien zurück, wo er bei dem Fernsehsender TV Cultura eine Tätigkeit in der Lehrabteilung (Divisão de Ensino) aufnahm. Eine Reise nach Europa war 1972 der Auslöser für erste Überlegungen zur Entwicklung einer tragbaren Hi-Fi-Anlage. Bei der Hi-Fi-Messe 1976 in Düsseldorf trug er Vertretern der Firmen Philips und Sony seine Pläne vor, ohne dass diese Interesse signalisierten.
Pavel siedelte 1974 zunächst von São Paulo nach New York und 1976 nach Mailand um und meldete im März 1977 sein Konzept einer Taschen-Stereoanlage mit Kopfhörer in Italien als Patent an. 1978 erfolgte die Anmeldung beim Deutschen Patent- und Markenamt sowie in den USA, Großbritannien und Japan. 1979 brachte Sony den Walkman auf den Markt und landete damit einen Welterfolg. Als Pavel 1980 versuchte, seine Erfindung unter dem Namen Stereobelt in Italien herstellen zu lassen, konnte er sich damit nicht mehr durchsetzen. Da Sony jegliche Kooperation mit ihm ablehnte, erstritt er zunächst 1986 Lizenzgebühren in Höhe von 150.000 DM für Modelle, die Anfang der 1980er Jahre in Deutschland verkauft worden waren.
Pavel ruinierte sich finanziell bei einer Urheberrechtsklage, die er 1989 gegen den Konzern in England eingereicht hatte. 1996 wurde das Verfahren eingestellt und Pavel zur Übernahme der Gerichtskosten in Höhe von drei Millionen US-Dollar verpflichtet. Erst nachdem Pavel damit drohte, weitere Klagen in anderen Ländern anzustreben, lenkte Sony 2003 nach dem Tod des langjährigen Sony-Chefs Akio Morita ein und überwies ihm 2004 einen Betrag, über den Stillschweigen vereinbart wurde. Zu diesem Zeitpunkt arbeitete Pavel in Mailand als Kulturmanager. Später unterstützte er die Karriere des brasilianischen Flötisten Altamiro Carrilho und arbeitete an der Erfassung sämtlicher jemals in Brasilien veröffentlichten Musikaufnahmen.